# Света Неделя (Ържаново)
Вижте пояснителната страница за други значения на Света Неделя.
„Света Неделя“ (на македонска литературна норма: „Света Недела“) е възрожденска църква в стружкото село Ържаново, Северна Македония. Църквата е част от Охридското архиерейско наместничество на Дебърско-Кичевската епархия на Македонската православна църква – Охридска архиепископия.
Църквата е разположена в северната част на селото. Изписана е от майстори от дебърското село Гари.